# Centralna banka Bosne i Hercegovine
Centralna banka Bosne i Hercegovine (kraće CBBH, srp. Централна банка Босне и Херцеговине) je glavna institucija za održavanje monetarne stabilnosti u Bosni i Hercegovini koja funkcionira po principu valutnog odbora (eng. currency board). Osnovana je 20. lipnja 1997. godine Zakonom o Centralnoj banci koga je usvojila Parlamentarna skupština Bosne i Hercegovine, a u skladu s Općim okvirnim sporazumom za mir u BiH. Ova središnja banka radi od 11. kolovoza 1997. godine.
Središte CBBH je u Sarajevu.

## Ciljevi i zadaci
Centralna banka Bosne i Hercegovine je zadužena za održavanje monetarne stabilnosti u skladu s aranžmanom valutnog odbora, što znači da izdaje domaću valutu uz puno pokriće u slobodnim konvertibilnim deviznim sredstvima po fiksnom tečaju (1 KM = 0,51129 €). Centralna banka BiH također definira i kontrolira provođenje monetarne politike Bosne i Hercegovine i upravlja službenim deviznim rezervama ostvarenim izdavanjem domaće valute. Uz ove aktivnosti, CBBH je odgovorna za održavanje platnih i obračunskih sustava i za koordinaciju djelatnosti Agencija za bankarstvo entiteta Bosne i Hercegovine, koja su nadležna za izdavanje dozvola za rad i superviziju banaka.